# Karlemanns Brücke (Film)
Karlemanns Brücke ist ein DDR-Jugendfilm aus dem Jahr 1975. Das Hauptrequisit – die Brücke – existiert noch heute im kleinen Ort Michaelisbruch in Brandenburg.

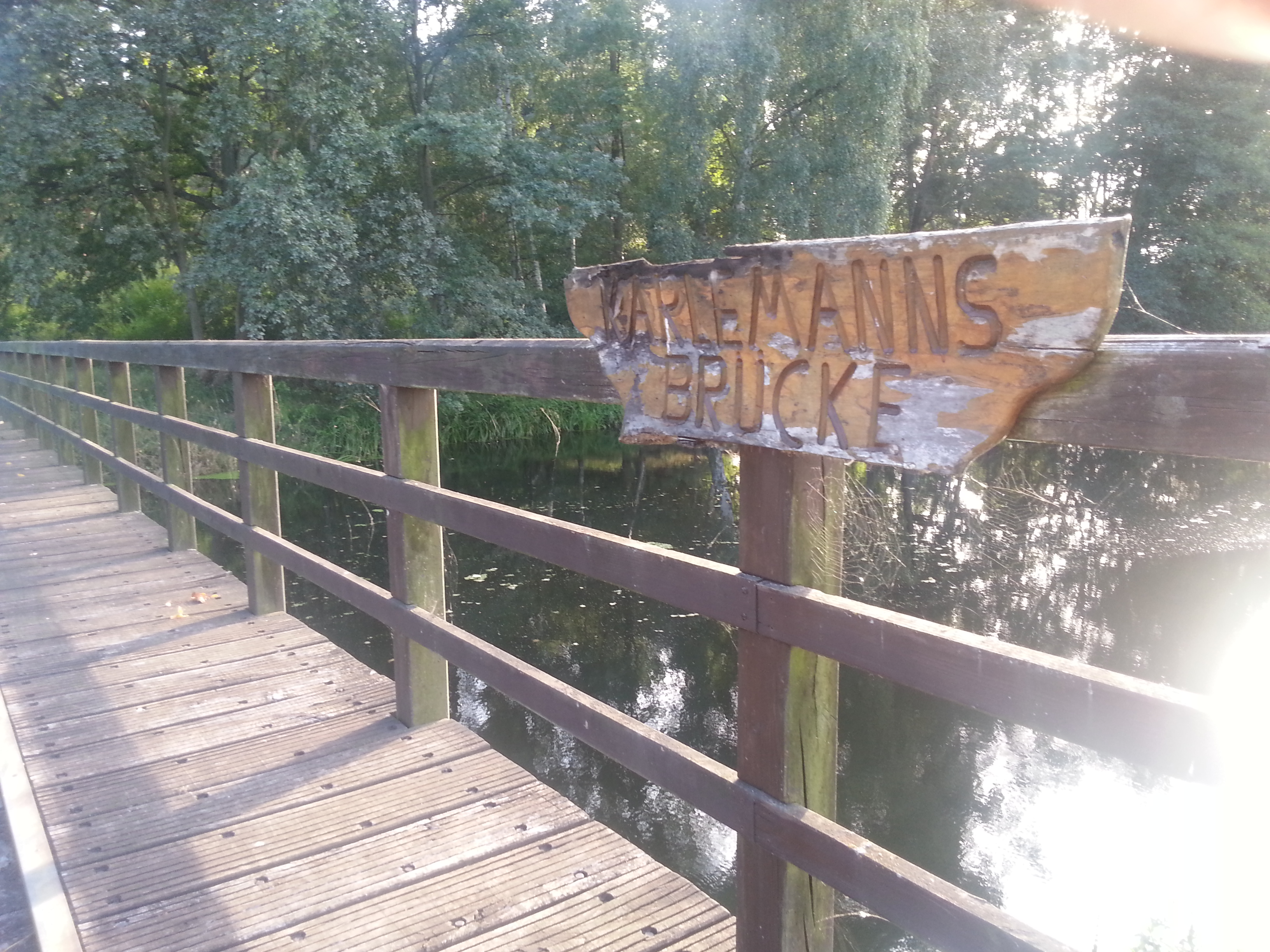
Karlemanns Brücke in Michaelisbruch (2008)

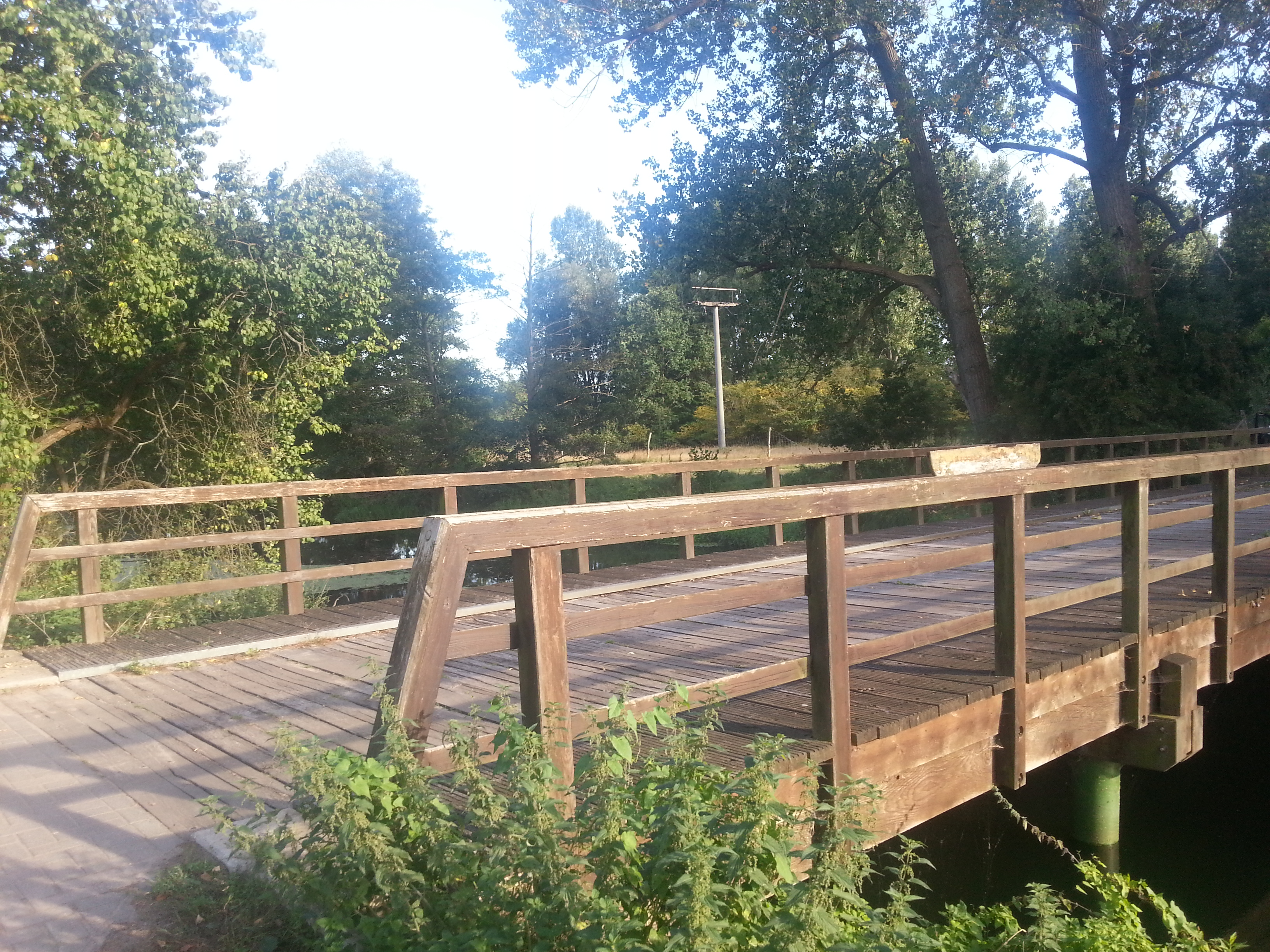
Karlemanns Brücke in Michaelisbruch (nach Sanierung 2012)

## Handlung
Karlemann befindet sich sehr oft in seiner eigenen Robinson-Welt. Manchmal ist er auch mit seinem Allwetter-Spezialboot auf dem Fluss unterwegs, der hier wohl der Rhinkanal ist. An diesem Kanal hat er seinen Unterschlupf, eine kleine Hütte von ihm selbst errichtet. Eines Tages trifft er zwei Soldaten, die – den Uniformen nach – zur Nationalen Volksarmee gehören. Diese scheinen sich in Karlemanns Reich verirrt zu haben. Er weist den Soldaten den rechten Weg.
Doch zu dieser Zeit ahnt er nicht, dass genau an der Stelle seiner Hütte eine Brücke über den Kanal errichtet werden soll. Sie ist als Querungsmöglichkeit für NVA-Fahrzeuge vorgesehen, weil in dieser Gegend ein Manöver geplant ist. Als Karlemann dies bemerkt, wehrt er sich gegen das Ansinnen und verteidigt damit seine Unterkunft. Die Soldaten haben seine Hilfsbereitschaft nicht vergessen und sorgen dafür, dass die Brücke an einem anderen Ort gebaut wird. Sie wird aber seitdem als Karlemanns Brücke bezeichnet.